# Oberndorf (Simmelsdorf)
Oberndorf ([ˈoːbɐnˌdɔʁf] ) ist ein Gemeindeteil der Gemeinde Simmelsdorf im Landkreis Nürnberger Land (Mittelfranken, Bayern). Die Gemarkung Oberndorf hat eine Fläche von 7,079 km². Sie ist in 1312 Flurstücke aufgeteilt, die eine durchschnittliche Flurstücksfläche von 5395,51 m² haben. In ihr liegen neben dem namensgebenden Ort die Gemeindeteile Oberwindsberg, Sankt Martin und Unterwindsberg.

## Geografie
Das Dorf liegt etwa zwei Kilometer nordnordwestlich von Simmelsdorf im Tal der Haunach. Die Staatsstraße 2241 führt nach Hüttenbach (1,1 km südlich) bzw. an Göring vorbei nach Hiltpoltstein zur Bundesstraße 2 (4,5 km nördlich). Eine Gemeindeverbindungsstraße führt zur Kreisstraße LAU 3 (1,1 km nördlich).

## Geschichte
Die erste Erwähnung des Ortes war im Jahr 1441 als das „obere Dorf“ von Hüttenbach. Durch Oberndorf verlief die Fraischgrenze zwischen der Reichsstadt Nürnberg und dem Kurfürstentum Bayern (Rothenberg).
Mit dem Gemeindeedikt (frühes 19. Jahrhundert) wurde Oberndorf dem Steuerdistrikt Hüttenbach zugewiesen. Zugleich entstand die Ruralgemeinde Oberndorf, zu der Oberwindsberg, Sankt Martin und Unterwindsberg gehörten. Sie unterstand in Verwaltung und Gerichtsbarkeit dem Landgericht Lauf. Im Zuge der Gebietsreform in Bayern wurde Oberndorf am 1. Januar 1978 nach Simmelsdorf eingemeindet.

## Baudenkmäler
In Oberndorf befinden sich mehrere Baudenkmäler, darunter ein aus dem 16. Jahrhundert stammender Grenzstein mit den Wappen der Reichsstadt Nürnberg und der Herrschaft Rothenberg.